# Henry Vestine
Charles Henry Vestine (Takoma Park, 25 dicembre 1944 – Parigi, 20 ottobre 1997) è stato un chitarrista statunitense, detto il girasole, membro del gruppo Canned Heat.
Chitarrista dei Canned Heat dal loro esordio nel 1965 sino al luglio 1969, ha poi militato brevemente in gruppi locali tra il 1969 e il 1970, e successivamente è tornato con la sua band originaria nella prima metà degli anni settanta. Dopo avere di nuovo abbandonato il gruppo nel 1974, Vestine ha iniziato a suonare musica in proprio, esibendosi nelle taverne insieme ad artisti blues e country. Tra il 1980 e il 1981 ha accompagnato occasionalmente i Canned Heat in alcuni concerti, fino al definitivo scioglimento a causa della morte di Bob Hite. 
Morì a causa di insufficienza cardiaca e respiratoria, in un hotel di Parigi la mattina del 20 ottobre 1997. 
Nel 2003 Vestine è stato classificato settantasettesimo nella lista dei 100 più grandi chitarristi di tutti i tempi stilata dal giornale Rolling Stone.